# 武昌県 (吉林省)
武昌県（ぶしょう-けん）は中華人民共和国吉林省にかつて存在した県。現在の公主嶺市北西部に相当する。
唐代、渤海により設置された懐福県を前身とする。遼代に武昌県と改称され信州の州治とされた。元代に廃止されている。